# Động đất và sóng thần Sanriku 1896
Động đất và sóng thần Sanriku 1896 (明治三陸地震, Meiji Sanriku Jishin) là trận động đất xảy ra vào lúc 19:32 (JST), ngày 15 tháng 6 năm 1896. Trận động đất có cường độ 8.5 richter, tâm chấn nông. Động đất đã gây ra sóng thần cực lớn lên đến 38,1 m. Hậu quả trận động đất làm 21.915 người chết, 4.398 người bị thương và 44 người mất tích.